# دييتر إيلسنيغ
دييتر إيلسنيغ (بالألمانية: Dieter Elsneg)‏ (4 فبراير 1990 في النمسا - ) هو لاعب كرة قدم نمساوي في مركز الهجوم. شارك مع منتخب النمسا تحت 17 سنة لكرة القدم ومنتخب النمسا تحت 18 سنة لكرة القدم ومنتخب النمسا تحت 19 سنة لكرة القدم ومنتخب النمسا تحت 20 سنة لكرة القدم ومنتخب النمسا تحت 21 سنة لكرة القدم. أما مع النوادي، فقد لعب مع غراتزر أي كاي ونادي رييد ونادي سامبدوريا ونادي غروديغ ونادي فروسينوني وKapfenberger SV ‏.

## وصلات خارجية
- دييتر إيلسنيغ على موقع قاعدة بيانات كرة القدم.إي يو (الإنجليزية)
- دييتر إيلسنيغ على موقع بيانات كرة القدم. دي إي (الألمانية)
- دييتر إيلسنيغ على موقع Soccerway.com (الإنجليزية)
- دييتر إيلسنيغ على موقع عالم كرة القدم.نت (الإنجليزية)